# Bibliotheca Thysiana
De Bibliotheca Thysiana is een bibliotheek op de hoek van het Rapenburg en de Groenhazengracht in de Nederlandse stad Leiden. Zij behoort tot de 'Top 100 van de Rijksdienst voor de Monumentenzorg' uit 1990. Het leeuwendeel van de collectie bestaat uit de nalatenschap van de 17e-eeuwse geleerde Johannes Thysius (1621-1653), in de vorm van ongeveer 2500 boeken en duizenden pamfletten. De collectie wordt tegenwoordig slechts zeer mondjesmaat aangevuld, en dan alleen met relevante werken.

## Huisvesting
De collectie van de Bibliotheca Thysiana wordt bewaard in een speciaal voor dat doel gebouwd pand uit 1655, door Arent van 's-Gravesande ontworpen in de stijl van het Hollands classicisme. Het is een goed voorbeeld van een zaalbibliotheek, in die tijd een nieuw verschijnsel. In een zaalbibliotheek worden de boeken geraadpleegd in dezelfde ruimte waar ze ook opgesteld staan. De boekenzaal, met een grote leestafel in het midden, meet 7 bij 14 meter en bevindt zich op de eerste verdieping. De begane grond was door Van 's-Gravesande bedoeld als woonruimte voor een beheerder.
De bibliotheek is het enige gebouw uit de 17e eeuw dat als bibliotheek is gebouwd en nog steeds als zodanig dienstdoet. Het pand, met het adres Rapenburg 25, is een rijksmonument, en sinds 1997 in het bezit van de Vereniging Hendrick de Keyser. De laatste restauratie, die enkele jaren duurde, is afgerond in 2001.

## Gebruik
De collectie van de Bibliotheca Thysiana is opgenomen in de catalogus van de bibliotheek van de Universiteit Leiden. Het materiaal kan echter niet in de Bibliotheca Thysiana zelf geraadpleegd worden. Materiaal dat wordt aangevraagd, wordt overgebracht naar de Universiteitsbibliotheek, een paar honderd meter verderop, en wordt in de handschriftenzaal aan de gebruiker overhandigd. Van deze mogelijkheid wordt zo'n vijf à tien keer per week gebruikgemaakt.

## Beheer
De Bibliotheca Thysiana wordt sinds het overlijden van Joannes Thysius beheerd door een stichting. Sinds de tweede helft van de 18e eeuw is deze stichting, de Stichting Bibliotheca Thysiana, verbonden aan de Universiteit Leiden.

## Trivia
- Het is mogelijk om tegen een vergoeding rondgeleid te worden in de Bibliotheca Thysiana. Deze vergoeding komt ten goede aan het onderhoud van de bibliotheek. Af en toe is de bibliotheek kosteloos geopend voor het publiek, zoals tijdens de Open Monumentendagen 2006.
- Bibliotheca Thysiana bevat een uitgebreide collectie Swedenborgiana. Deze collectie is een buitenbeentje in de bibliotheek, omdat de boeken van Swedenborg na de dood van Thysius zijn aangeschaft.
- De bibliotheek bevat een van de 14 nog bestaande boekenmolens op de wereld.

## Enkele afbeeldingen

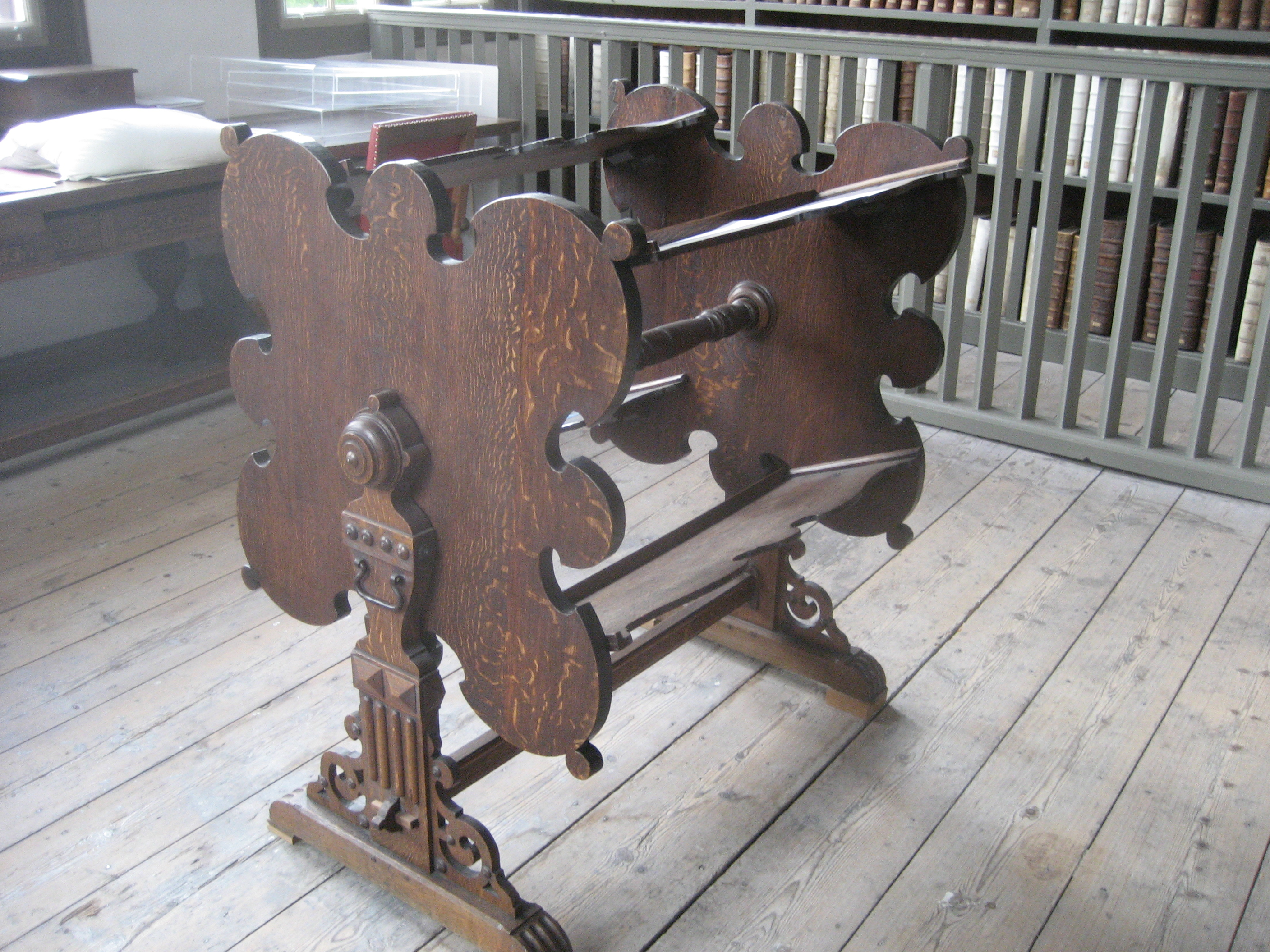
Boekenmolen
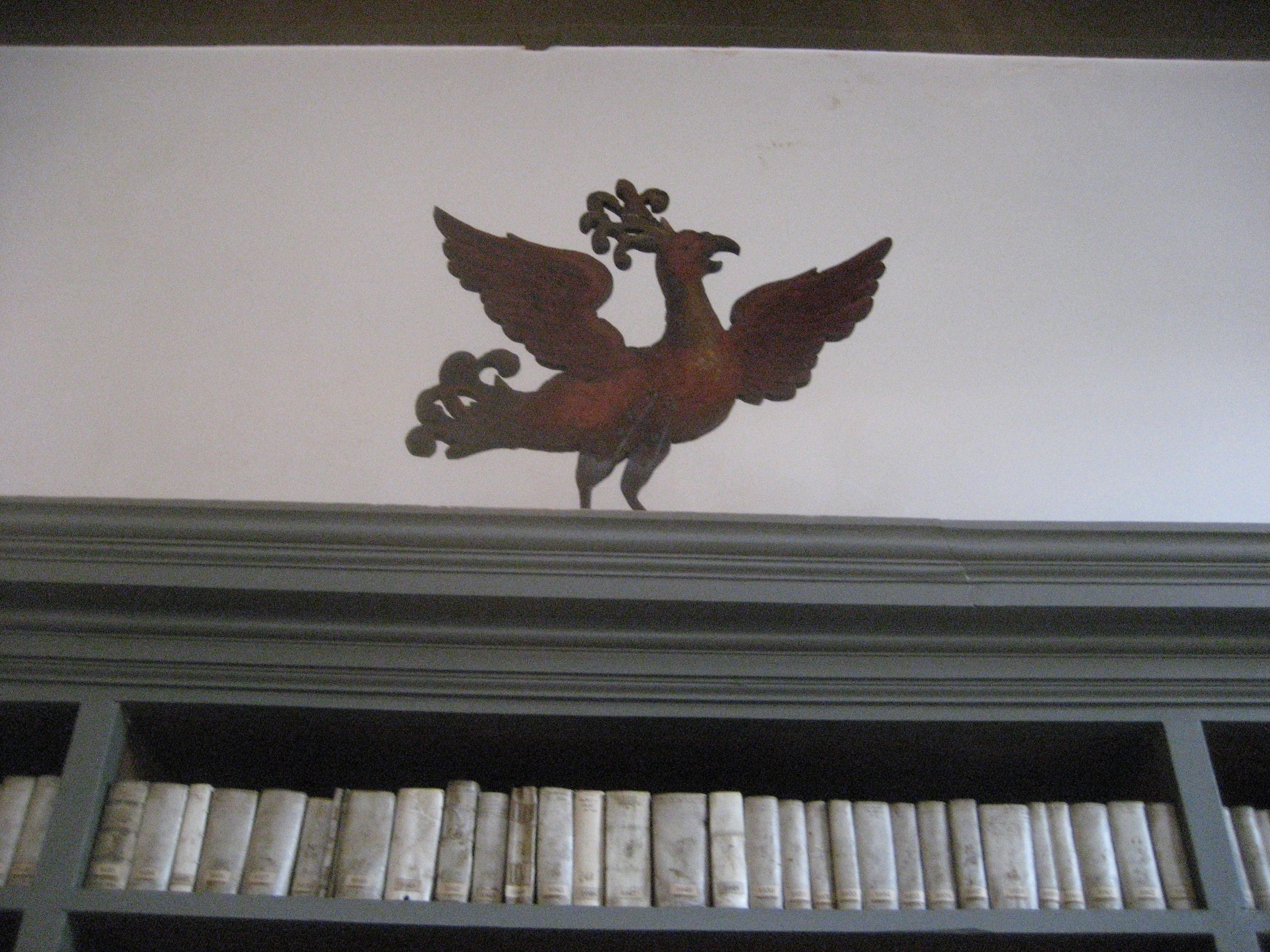
Phoenix
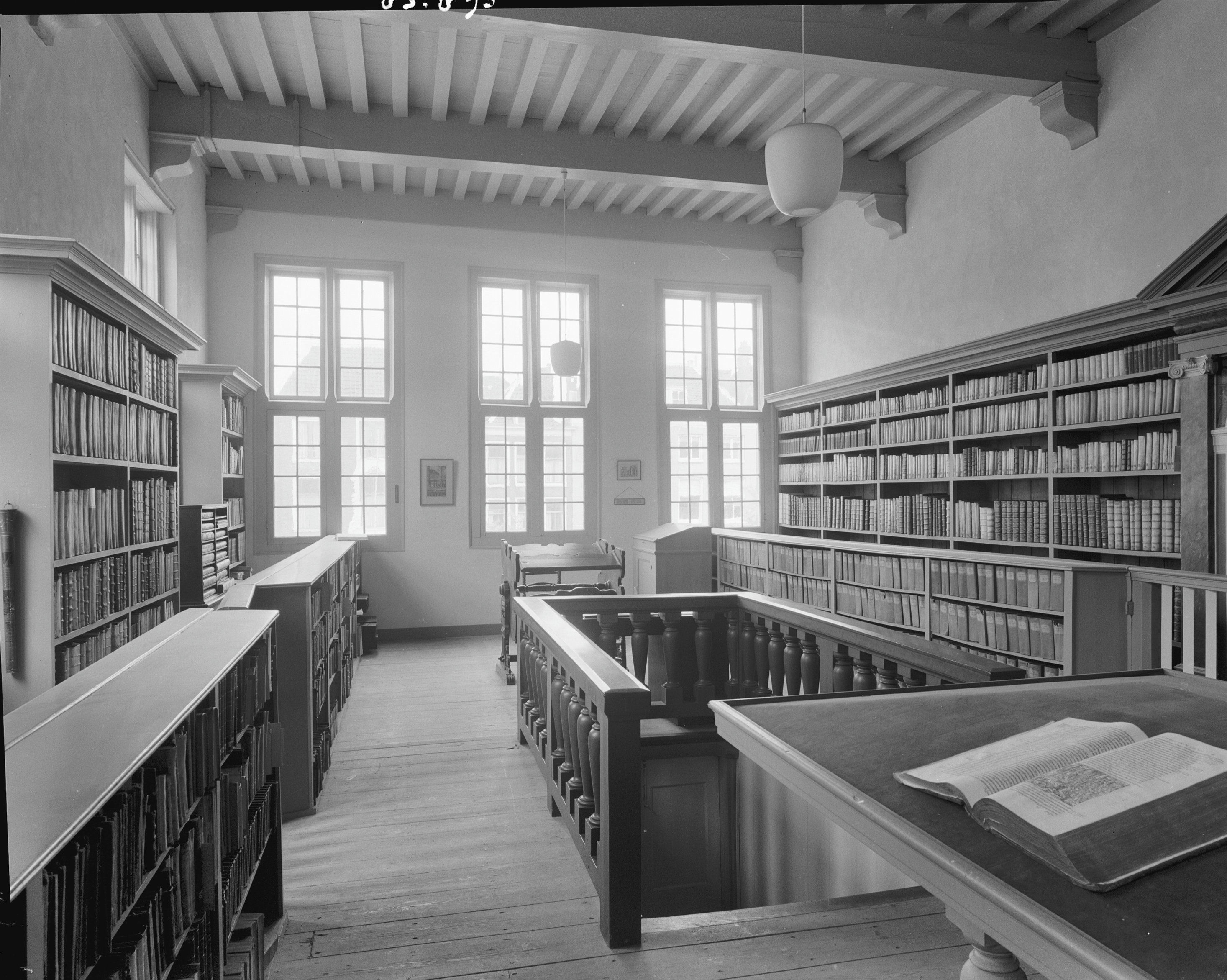
Bibliotheek (RCE, 1964)
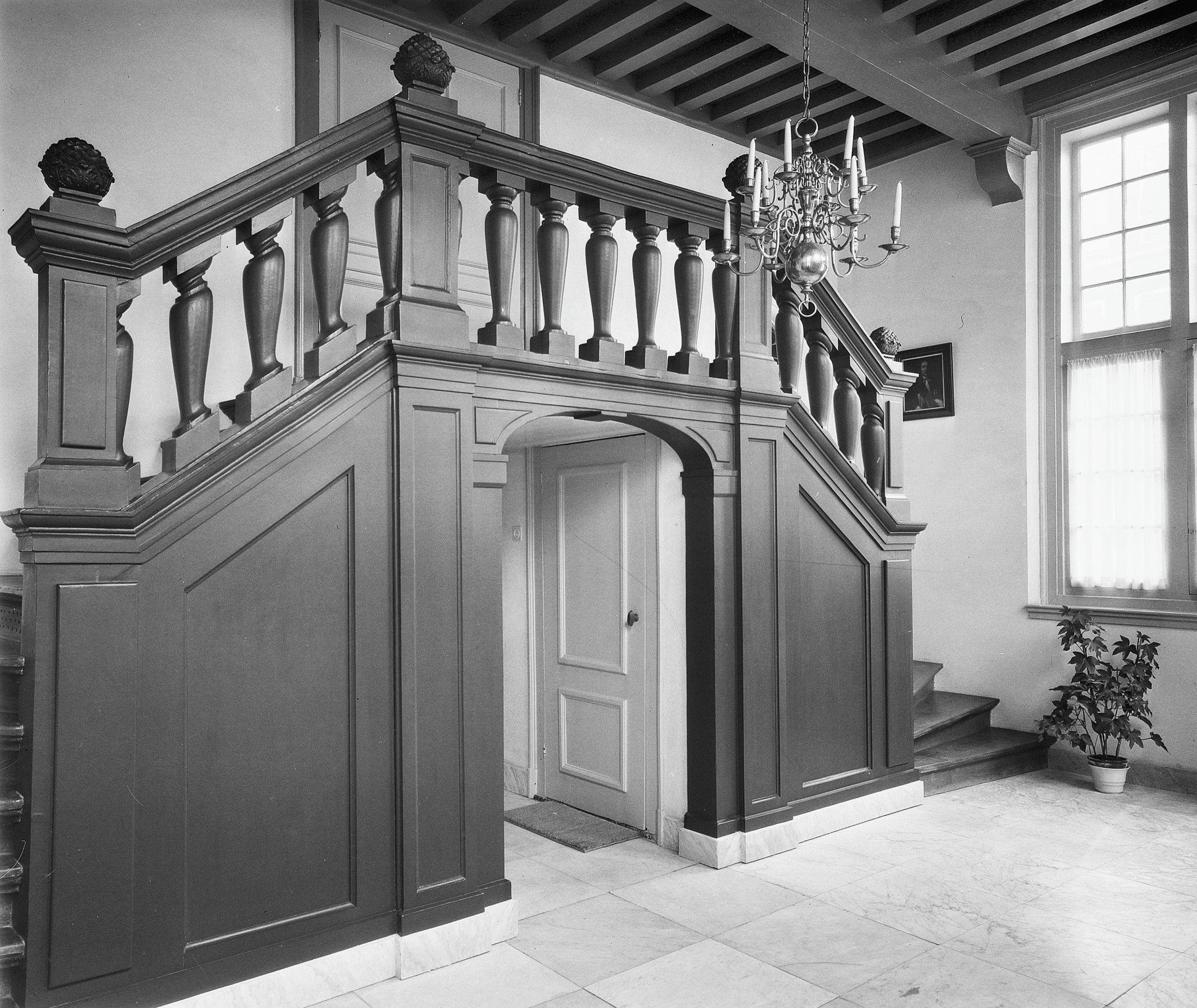
Entree (RCE, 1959)
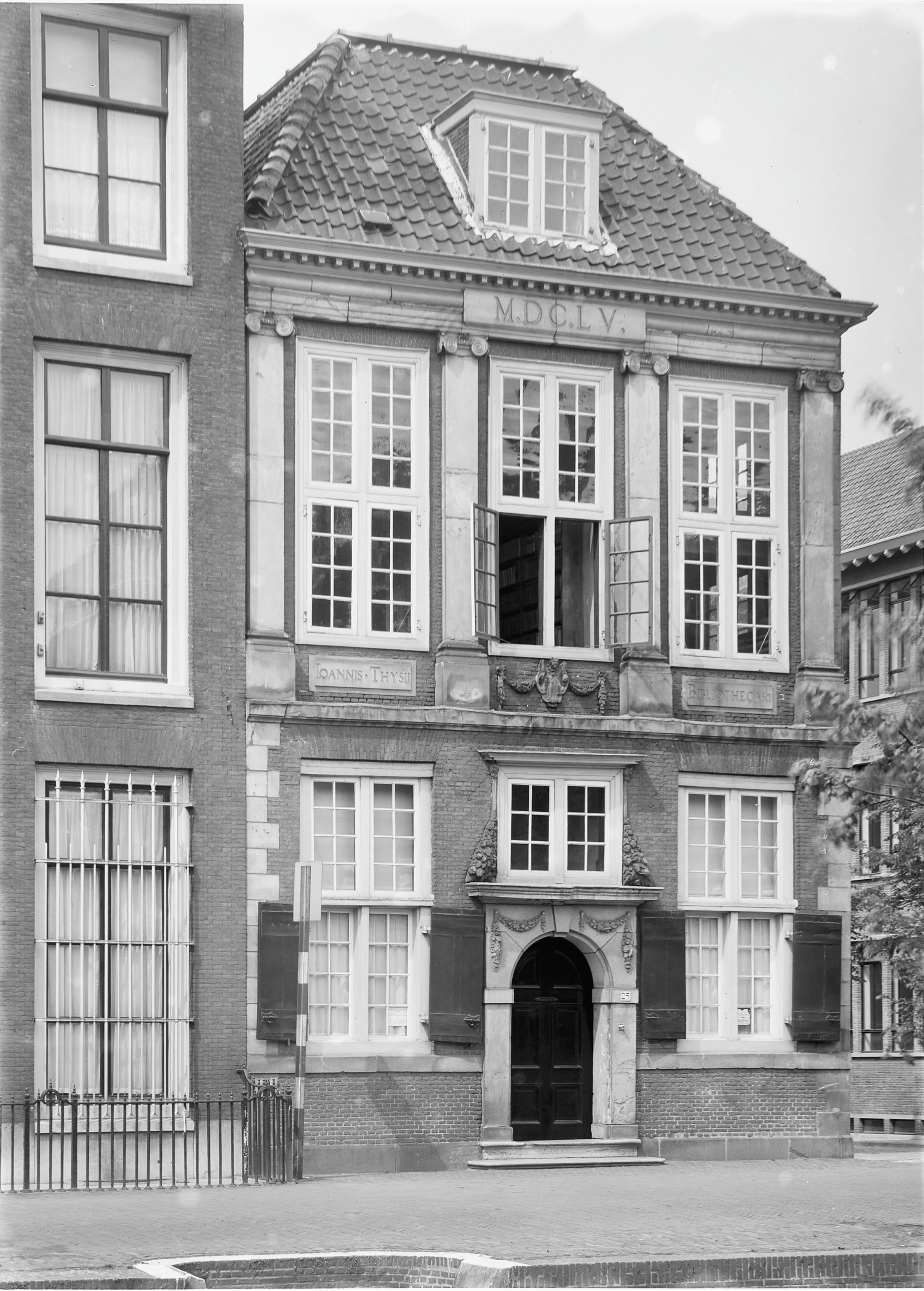
Gevel (RCE, 1941)
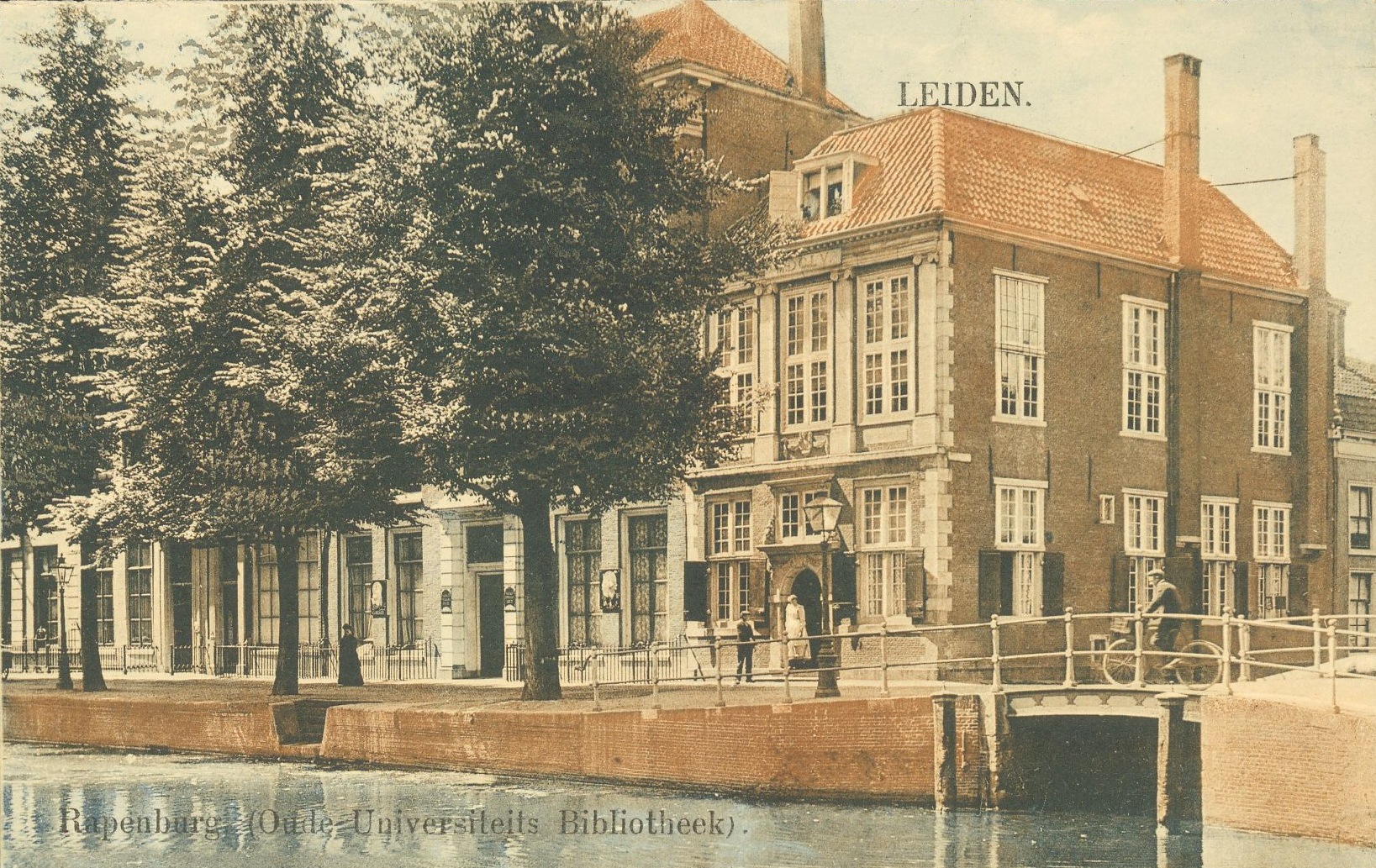
Gezicht op de hoek Rapenburg en Groenhazengracht. Circa 1920.

## Publicaties (selectie)
- Vijftien strekkende meter. Nieuwe onderzoeksmogelijkheden in het archief van de Bibliotheca Thysiana. (Ed. w. van Anrooij en P.G. Hoftijzer). Hilversum, Verloren, 2017. ISBN 9789087046842
- Esther Mourits: Een kamer gevuld met de mooiste boeken. De bibliotheek van Johannes Thysius (1622-1653). Nijmegen, Van Tilt, 2016. ISBN 9789460043062
- Adriaan Smout: The Thysius Lute Book / Het Luitboek van Thysius. Facs. ed. (ms. 1666). Leiden & Utrecht, 2009. ISBN 9789065520555
- Paul Hoftijzer: Bibliotheca Thysiana. 'Tot publijcke dienst der studie' . Leiden, 2008
- Koos Kuiper: 'Van wortels en kruiden. Een vroege Chinese druk in de Bibliotheca Thysiana'. In: Omslag 2005, nr. 3, pag. 4-5
- Esther Mourits: Fortune - Du Bartas dans la Bibliotheca Thysiana à Leyde. In: Oeuvres & critiques; vol. 29 (2004), no. 2, pag. 78-86
- Boudewijn Büch: Wereldwonder aan de gracht. In: AD magazine 4 mei 2002, pag. 12-17.
- D'avoir une chambre garnie de plus belles editions. Uit de correspondenties van Johannes Thysius. [Ed.: Esther Mourits & G.H.M. Posthumus Meyjes]. Leiden, Bibliotheca Thysiana, 2001.
- Onno Blom: De Phoenix van het Rapenburg. Leiden, 1998.
- Boudewijn Büch: Een zorgelijk legaat. De Bibliotheca Thysiana te Leiden. In: Bibliotheken (Amsterdam, 1984), pag. 89-96